# Greenwich (kvarter)
Greenwich (udtales [ˈgrɛnɪtʃ] eller [ˈgrɪnɪtʃ] lokalt) er et område i den sydøstlige del af Indre London.
Greenwich var oprindeligt en selvstændig by tilhørende Kent, men blev indlemmet i London i 1965, og har givet navn til bydelen Greenwich. I 1900-1965 var kommunen kendt som The Metropolitan Borough of Greenwich.
Området er stærkt knyttet til Englands søfartshistorie, og blev på grund af de mange bevarede minder om dette placeret på UNESCOs Verdensarvsliste i 1997.

## Seværdigheder
Greenwichmeridianen passerer gennem Royal Greenwich Observatory. Greenwich Mean Tid (GMT) var længe udgangspunktet for inddelingen i tidszoner, indtil den blev erstattet af UTC. Det er ikke længere et fungerende astronomisk observatorium i Greenwich, men  der er et museum for astronomi og navigation, hvor man blandt andet kan se John Harrisons kronometre.
Observatoriet ligger i Greenwich Park, som oprindelig fungerede som haven til det kongelige Palace of Placentia. Nederst i parken finder man National Maritime Museum og Queen's House som er designet af Inigo Jones. Bygningerne kan besøges gratis. Greenwich har også Fan Museum, det eneste museum i verden viet til vifter, og Greenwich Theatre, tidligere Crowder's Music Hall.
Klipperskibet »Cutty Sark« ligger i tørdok ved Themsen. Tidligere var »Gipsy Moth IV« udstillet samme sted. Den 54 fod store yacht blev sejlet af sir Francis Chichester på hans solo-jordomsejling på 226 dage i 1966-67. Den blev i 2004 flyttet for at blive restaureret, og blev derfor taget i brug til en ny runde sejlture.
Ved »Cutty Sark« er der en gangtunnel til Isle of Dogs. Den kommer ud ved Island Gardens, hvor man ser Greenwich Hospital som Canaletto malede det. Ved floden foran nordvesthjørnet af sygehuset står en obelisk til minde om polarforskeren Joseph René Bellot.
Millennium Dome, bygget på en grund der tidligere tilhørte British Gas, ligger ved siden af North Greenwich undergrundstation, nord for Charlton. Greenwich Millenium Village er et nyudviklet område tæt ved.
University of Greenwich og Trinity College of Music ligger nu i bygninger som tilhører Greenwich Hospital, tidligere Royal Naval College mellem Greenwich Park og floden. Bygningerne blev designet af sir Christopher Wren, og omfatter blandt andet Painted Hall, malet af James Thornhill, og St. Pauls kapel. De er åbne for publikum, med gratis adgang.
St. Alfeges kirke dominerer den vestlige side af byens centrale plads. Den blev designet af Nicholas Hawksmoor i 1714, og markerer stedet hvor ærkebiskop Alfege af Canterbury blev myrdet i 1012.
I centrum finder man også Greenwich Market, et overdækket marked der er meget populært i weekenden. Der er også et andet teater, Greenwich Playhouse.
Asteriode 2830 er navngivet Greenwich til ære for stedets tilknytning til astronomiens historie.

## Geografi
Tilstødende områder er
- Deptford
- Blackheath
- St Johns
- Westcombe Park
- New Cross
- Lewisham
- Kidbrooke
- Charlton
- Peckham
- Thamesmead
- Plumstead
- Woolwich

51°29′N 0°00′Ø / 51.48°N 0°Ø